# Jean Baptiste Gonet
Jean Baptiste Gonet, né probablement en 1616 à Béziers et décédé le 24 janvier 1681 dans la même ville, est un théologien dominicain thomiste.

## Principales Œuvres
- Clypeus theologiae thomisticae contra novos ejus impugnatores, 1ère éd. Bordeaux, 1659-1669, 16 vol. ; Paris, Vivès, 1875-1876[4]
- Dissertatio theologica, ad tractatum de moralitate actuum humanorum pertinens de probabilitate, in qua novorum casuistarum laxitates et Jansenianorum excessus ex doctrina D. Thomae corriguntur et confutantur, 1664
- Manuale Thomistarum seu brevis theologiae cursus, 1680[5]